# Марс-Гілл (Мен)
Марс-Гілл (англ. Mars Hill) — місто (англ. town) в США, в окрузі Арустук штату Мен. Населення — 1360 осіб (2020).

### Клімат
| Клімат : Марс-Гілл      | Клімат : Марс-Гілл | Клімат : Марс-Гілл | Клімат : Марс-Гілл | Клімат : Марс-Гілл | Клімат : Марс-Гілл | Клімат : Марс-Гілл | Клімат : Марс-Гілл | Клімат : Марс-Гілл | Клімат : Марс-Гілл | Клімат : Марс-Гілл | Клімат : Марс-Гілл | Клімат : Марс-Гілл | Клімат : Марс-Гілл |
| Показник                | Січ.               | Лют.               | Бер.               | Квіт.              | Трав.              | Черв.              | Лип.               | Серп.              | Вер.               | Жовт.              | Лист.              | Груд.              | Рік                |
| Абсолютний максимум, °C | 12,8               | 15,0               | 23,3               | 28,9               | 34,4               | 35,0               | 35,6               | 37,2               | 32,2               | 28,9               | 21,1               | 13,9               | 37,2               |
| Середній максимум, °C   | −6,3               | −3,9               | 2,0                | 9,1                | 17,9               | 22,9               | 25,1               | 24,2               | 18,8               | 11,6               | 3,5                | −3,4               | 10,1               |
| Середній мінімум, °C    | −17,1              | −15,2              | −8,8               | −1,7               | 4,8                | 9,9                | 12,8               | 11,7               | 7,0                | 1,6                | −4,1               | −12,6              | −0,9               |
| Абсолютний мінімум, °C  | −37,2              | −38,3              | −34,4              | −19,4              | −8,9               | −3,3               | 1,7                | −1,7               | −6,1               | −9,4               | −26,1              | −36,1              | −38,3              |
| Норма опадів, мм        | 65                 | 43                 | 54                 | 60                 | 87                 | 87                 | 94                 | 100                | 87                 | 83                 | 70                 | 65                 | 896                |
| Днів з опадами          | 11,0               | 7,8                | 9,7                | 10,8               | 12,6               | 12,2               | 12,9               | 11,8               | 11,4               | 12,2               | 11,8               | 11,3               | 135,5              |
| Днів зі снігом          | 7,6                | 5,6                | 5,0                | 2,3                | 0,2                | 0                  | 0                  | 0                  | 0                  | 0,4                | 3,0                | 6,4                | 30,5               |
| ----------------------- | ------------------ | ------------------ | ------------------ | ------------------ | ------------------ | ------------------ | ------------------ | ------------------ | ------------------ | ------------------ | ------------------ | ------------------ | ------------------ |
| Джерело: NOAA           |                    |                    |                    |                    |                    |                    |                    |                    |                    |                    |                    |                    |                    |

## Демографія
Згідно з переписом 2010 року, у місті мешкали 1493 особи в 614 домогосподарствах у складі 413 родин. Було 687 помешкань
Расовий склад населення:
| - 97,3 % — білих - 0,7 % — корінних американців - 0,2 % — чорних або афроамериканців - 0,2 % — азіатів |

До двох чи більше рас належало 1,3 %. Частка іспаномовних становила 1,0 % від усіх жителів.
За віковим діапазоном населення розподілялося таким чином: 21,0 % — особи молодші 18 років, 56,8 % — особи у віці 18—64 років, 22,2 % — особи у віці 65 років та старші. Медіана віку мешканця становила 44,0 року. На 100 осіб жіночої статі у місті припадало 88,5 чоловіків;  на 100 жінок у віці від 18 років та старших — 85,5 чоловіків також старших 18 років.
Середній дохід на одне домашнє господарство  становив 56 391 долар США (медіана — 39 375), а середній дохід на одну сім'ю — 68 588 доларів (медіана — 49 205). Медіана доходів становила 36 389 доларів для чоловіків та 35 515 доларів для жінок. За межею бідності перебувало 11,8 % осіб, у тому числі 13,2 % дітей у віці до 18 років та 11,2 % осіб у віці 65 років та старших.
Цивільне працевлаштоване населення становило 639 осіб. Основні галузі зайнятості: освіта, охорона здоров'я та соціальна допомога — 29,1 %, роздрібна торгівля — 15,3 %, виробництво — 8,1 %, фінанси, страхування та нерухомість — 7,8 %.